# Beijing Capital Airlines
Beijing Capital Airlines (首都航空S, Shǒudū HángkōngP), operativa come Capital Airlines, è una compagnia aerea a basso costo cinese di proprietà della Hainan Airlines ed è basata all'Aeroporto di Pechino-Daxing.

## Storia
La società è stata fondata nel 1995 come Deer Jet Airlines (cinese: 金鹿 航空; pinyin: Jīnlù Hángkōng) mentre nel 1998, ha iniziato a offrire servizi internazionali con il marchio Deer Air. Nell'ottobre 2007, la compagnia ha ricevuto il suo primo Airbus A319-100 e ha iniziato a restituire i Boeing 737 precedentemente utilizzati. Deer Jet ha iniziato a fornire servizi di noleggio a dicembre 2008 utilizzando una flotta di Airbus A319 e jet aziendali. La compagnia aerea è stata autorizzata dalla Civil Aviation Administration of China a gestire servizi aerei di linea nel 2009. Deer Jet Airlines è stata divisa in due società il 4 maggio 2010; l'attività charter ha mantenuto il marchio Deer Jet mentre le operazioni di volo con gli Airbus A319 sono state ridenominate Capital Airlines. Capital Airlines opera principalmente in Cina (comprese le regioni autonome speciali di Hong Kong e Macao) e Taiwan, concentrandosi sul servizio di trasporto aereo internazionale di passeggeri e operazioni di trasporto merci.

## Destinazioni

### Accordi commerciali
A dicembre 2020 Capital Airlines ha accordi di codeshare con le seguenti compagnie:
- Alaska Airlines
- Etihad Airways
- Fuzhou Airlines
- Grand China Air
- Guangxi Beibu Gulf Airlines
- Hainan Airlines
- Hong Kong Airlines
- Lucky Air
- Suparna Airlines
- TAP Portugal
- Tianjin Airlines
- Urumqi Air
- Virgin Australia

## Flotta

### Flotta attuale

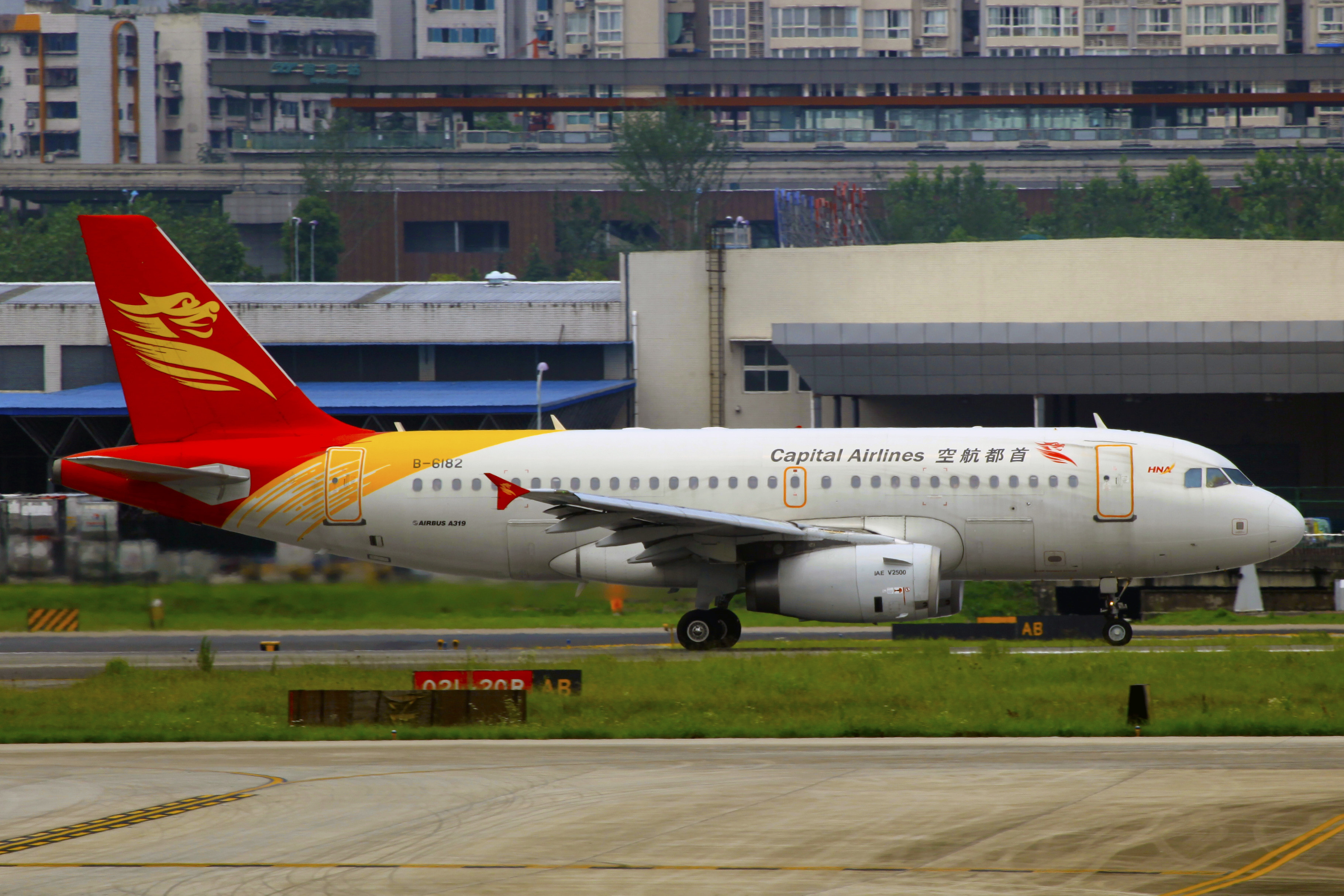
Un Airbus A319-100.

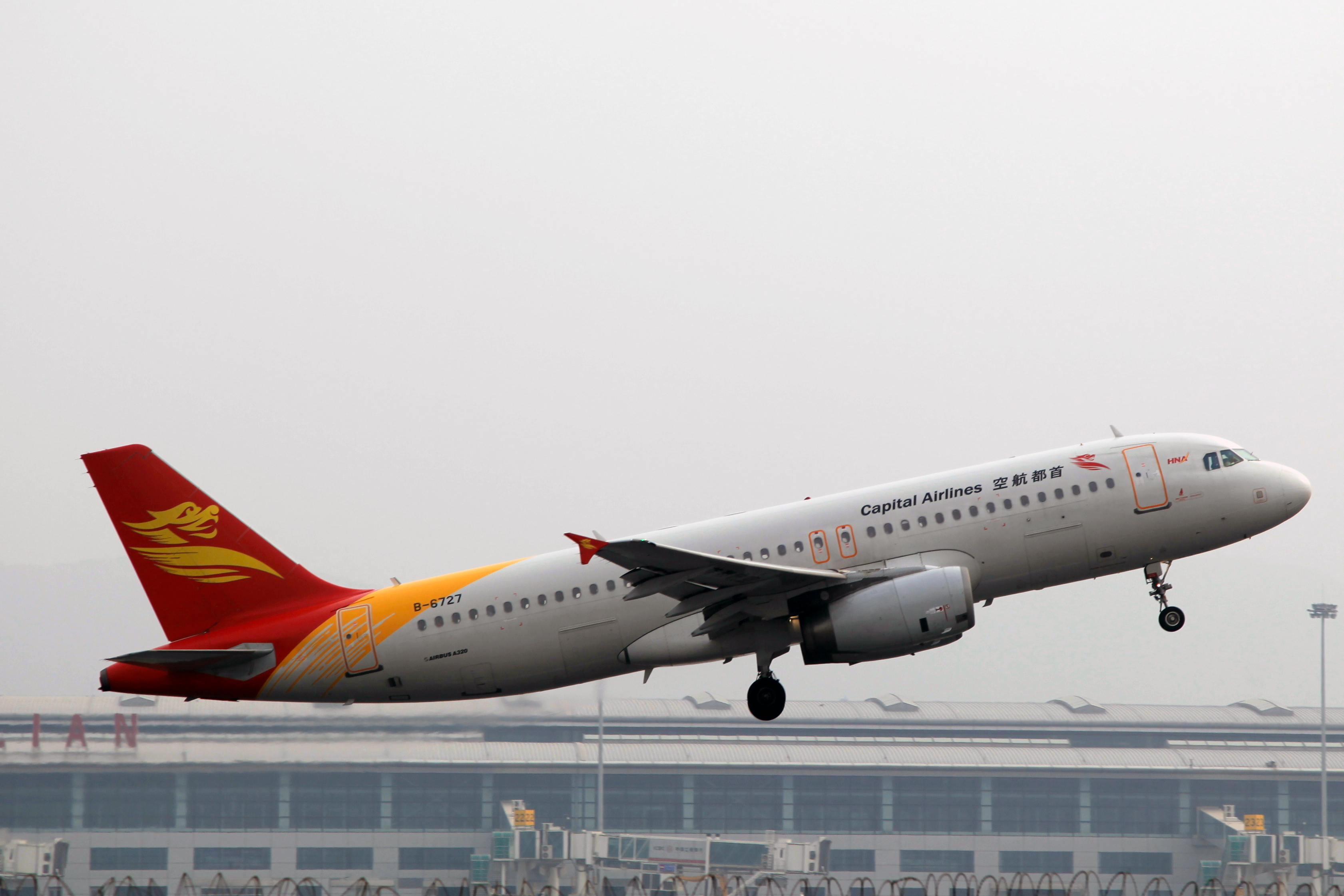
Un Airbus A320-200.

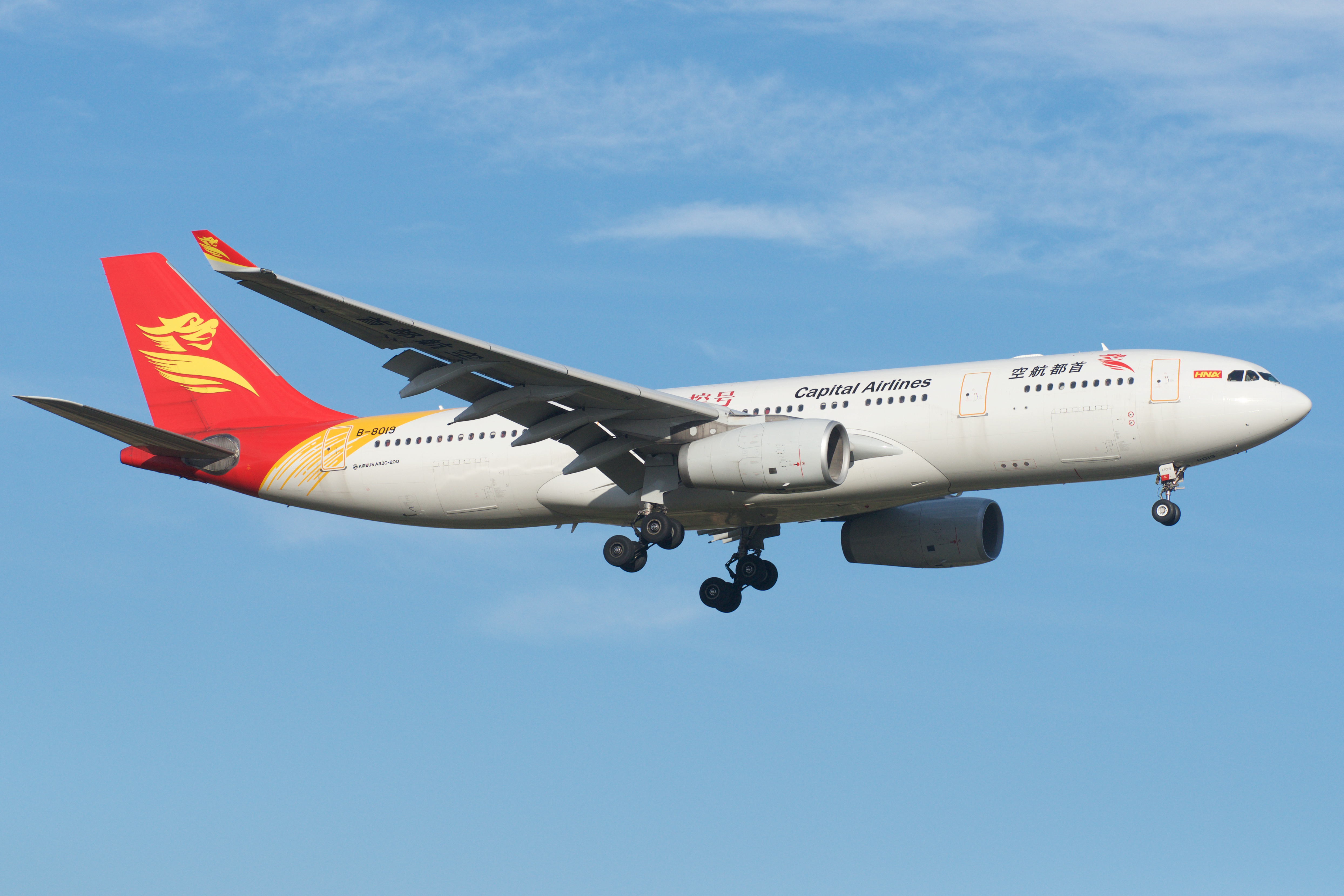
Un Airbus A330-200.

A marzo 2024 la flotta di Beijing Capital Airlines risulta composta dai seguenti aerei:

### Flotta storica
Nel corso degli anni Capital Airlines ha operato con i seguenti modelli di aeromobili: